# Psychopsis margarita
Psychopsis margarita is een insect uit de familie van de Psychopsidae, die tot de orde netvleugeligen (Neuroptera) behoort. 
Psychopsis margarita is voor het eerst wetenschappelijk beschreven door Tillyard in 1922.